# Poliglicerin-poliricinoleát
A poliglicerin-poliricinoleát (más néven PGPR vagy E476) egy a ricinusból előállított emulgeálószer, mely csökkenti a csokoládé, és hasonló bevonatok viszkozitását. Lipofil, azaz zsírokban igen jól, vízben kevéssé oldódik. Lecsökkenti a kakaó, a cukor és a tej molekulái között fellépő súrlódási együtthatót, ezért folyékony állapotban jóval krémesebb elegyet alkotnak. Glicerintartalma miatt az állati eredet sem zárható ki. Az állati eredetről kizárólag a gyártó adhat felvilágosítást, ugyanis ezek a növényi és állati eredetű zsírsavak kémiailag tökéletesen megegyeznek.

## Élelmiszeripari felhasználása
Emulgeálószerként és stabilizálószerkét, számos élelmiszerben megtalálhatók E476 néven. Fő felhasználási területe a csokoládékban emulgeálószerként való alkalmazása, ahol általában lecitinnel kombinálva használják. A Nestle 2006-tól kezdve a csokoládé előállításához nagy mennyiségben alkalmaz poliglicerin-poliricinoleátot. Ezen kívül egyes olajokban, és salátákban is megtalálható. 

## Egészségügyi hatások
Napi maximum beviteli mennyisége 7,5 mg/testsúlykg. Allergén és toxikus hatások nem ismertek. A szervezetben más zsírokhoz hasonlóan lebomlanak.